# Acanthodelta determinata
Acanthodelta determinata là một loài bướm đêm trong họ Noctuidae.